# Colorado Saloon
Pour plus de détails, voir Fiche technique et Distribution.
Colorado Saloon (The Road to Denver) est un film américain réalisé par Joseph Kane, sorti en 1955.

## Fiche technique
- Titre original : The Road to Denver
- Titre en France : Colorado Saloon
- Réalisation : Joseph Kane
- Scénario : Horace McCoy et Allen Rivkin (en)
- Photographie : Reggie Lanning
- Montage : Richard L. Van Enger
- Musique : R. Dale Butts
- Pays d'origine : États-Unis
- Genre : western
- Durée : 90 minutes
- Date de sortie : 1955

## Distribution
- John Payne : Bill Mayhew
- Mona Freeman : Elizabeth Sutton
- Lee J. Cobb : Jim Donovan
- Ray Middleton : John Sutton
- Skip Homeier : Sam Mayhew
- Andy Clyde : Whipsaw Ellis
- Lee Van Cleef : Pecos Larry
- Glenn Strange : Big George
- Robert Burton : Pete
- Dan White